# Betsy (film)
Betsy (The Betsy) è un film del 1978 diretto da Daniel Petrie.

## Trama
Loren Hardman è uno dei più grossi industriali dell'Automobili in America ma pur ottenendo molti profitti sogna di poter realizzare un nuovo modello di auto per il pubblico mai vista prima e che rivoluzioni l'uso dell'automobile e di dare alla macchina il nome della sua adorata nipote Betsy.